# Burt Rutan
Elbert Leander Burt Rutano (Estacada, 17 de junho de 1943), mais conhecido por "Burt Rutan", é um engenheiro aeroespacial americano conhecido pela sua originalidade na concepção de aviões leves, fortes, de aparência incomum e eficientes em termos energéticos. Ficou famoso pelo avião Rutan Voyager, que foi o primeiro avião a dar a volta ao mundo sem parar ou reabastecer, e pela SpaceShipOne, um avião espacial sub-orbital, que ganhou em 2004 a competição Ansari X Prize. Tem cinco aeronaves em exposição no Smithsonian National Air and Space Museum, o SpaceShipOne, o Virgin Atlantic GlobalFlyer, o Rutan Voyager, o Rutan Quickie, e o Rutan VariEze.